# Ramón Vergara Grez
Ramón Vergara Grez, (Mejillones, Región de Antofagasta, 31 de agosto de 1923-Santiago, 2 de mayo de 2012) fue un artista chileno que impuso el estilo de formas geométricas, el más activo defensor del neoplasticismo en Chile. Además fundó el grupo Rectángulo y el Movimiento Forma y Espacio.

## Biografía
Pintor chileno. Considerado el padre de la abstracción geométrica en Chile. Nació en Mejillones, Antofagasta, el 31 de agosto de 1923 y falleció el 2 de mayo de 2012, a los 88 años en Santiago de Chile. Estudió en la escuela de Bellas Artes de la Universidad de Chile, en Santiago en la que egresó en 1946. Fue estudiante de maestros como Pablo Burchard y Gustavo Carrasco. Viajó a estudiar a países como Brasil (1948), Italia (1954) y Estados Unidos (1964). En Italia descubrió el valor de la vieja escuela geométrica de Piet Mondrian y Paul Klee. Terminados sus estudios, trabajó como profesor en la Escuela de Bellas Artes, impartiendo la cátedra de dibujo, además en 1974 fue el creador y director del Área de Arte, Lenguaje y Tecnología de la sede Santiago Sur de la Universidad de Chile. Además fue docente del Departamento Arte de la Universidad de Santiago de Chile, USACH hasta 1982. Las influencias artísticas recibidas desde el extranjero lo llevaron a sentir interés por un arte de mayor reflexión intelectual, de estudio de las formas y del orden del universo. Esto lo guío a formar parte del grupo de los Cinco a principios de la década del cincuenta y en 1955 fundó el Grupo Rectángulo y más tarde, en 1962 el Movimiento Forma y Espacio.

## Obras
Abstracto, geométrico y constructivista. Poderoso colorista. Ramón Vergara Grez ha sido clasificado con múltiples etiquetas, neoplasticista y purista, para muchos erróneamente. Para otros no hay etiqueta que le quede, pues como algunas singulares figuras del arte se escapa de parámetros y formulismos estándares.
La abstracción geométrica, en nuestro país, se fundó en dos grupos notables para su época y tradición paisajista: el denominado Grupo Rectángulo y Forma y Espacio. Ramón Vergara Grez fue el más activo defensor del neoplasticismo en Chile, corriente que buscaba un arte rigurosamente racional, ajeno a toda intervención del sentimiento y la figuración realista.
En sus obras Ramón Vergara hace un aporte a la historia y a la memoria del arte, respecto a sus obras Grez dijo que era una “Experimentación con los medios materiales e intelectuales para dotar al cuadro de una mayor novedad y riqueza poética”, como escribió en un manifiesto a mediados de los 50. Pero también le interesaba el color local, más allá de los manchismos de la pintura chilena: “lenguaje contemporáneo para expresar la realidad chilena en su atmósfera y características fundamentales”. Lo intentó a través de una síntesis de lo americano en el paisaje andino, como puede verse en el mural que se encuentra en la estación de metro Los Leones (y que ojalá no sea víctima de una futura remodelación).

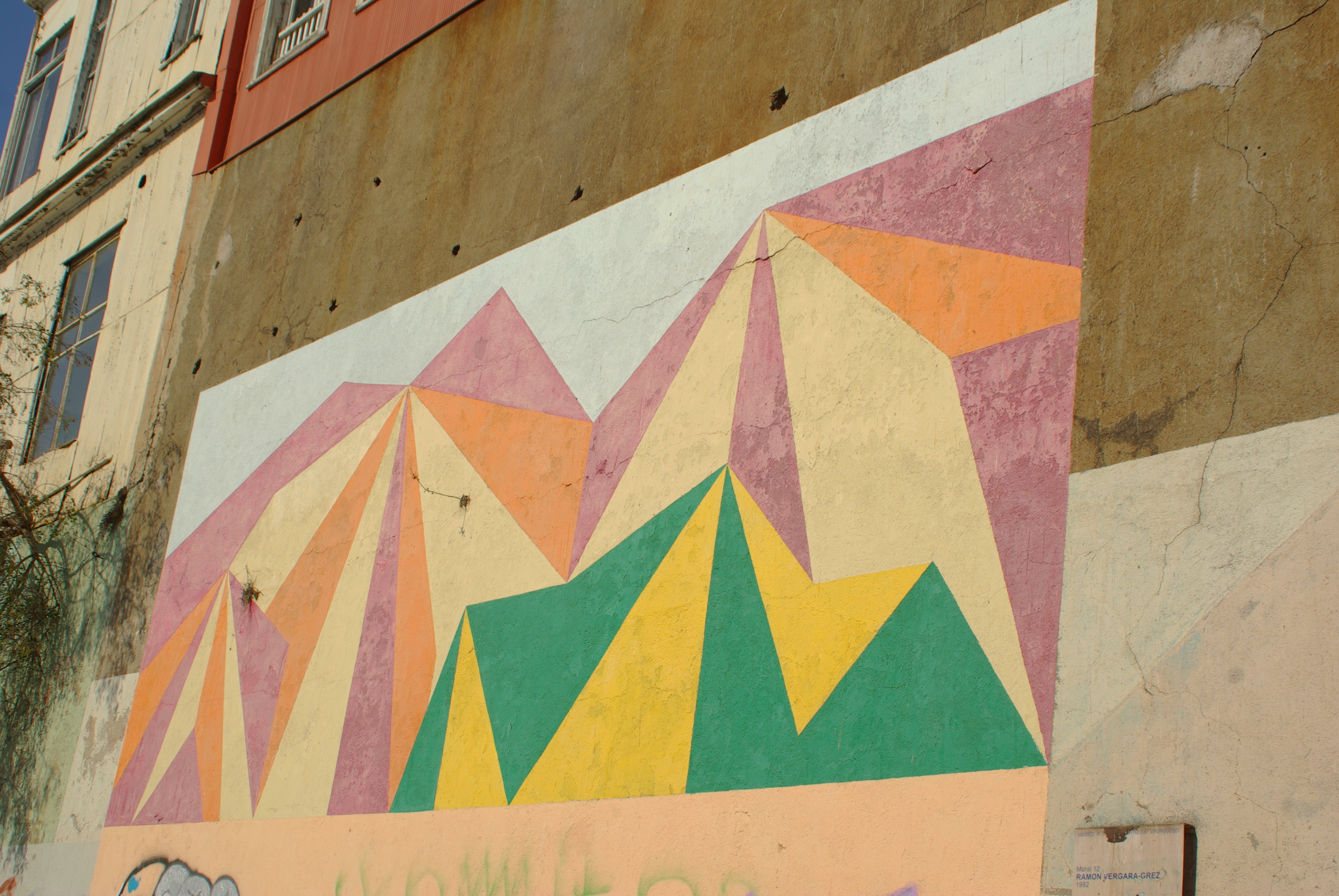
Mural nº12 del Museo a Cielo Abierto de Valparaíso, titulado Clase de geometría en colores, pintado por Ramón Vergara Grez

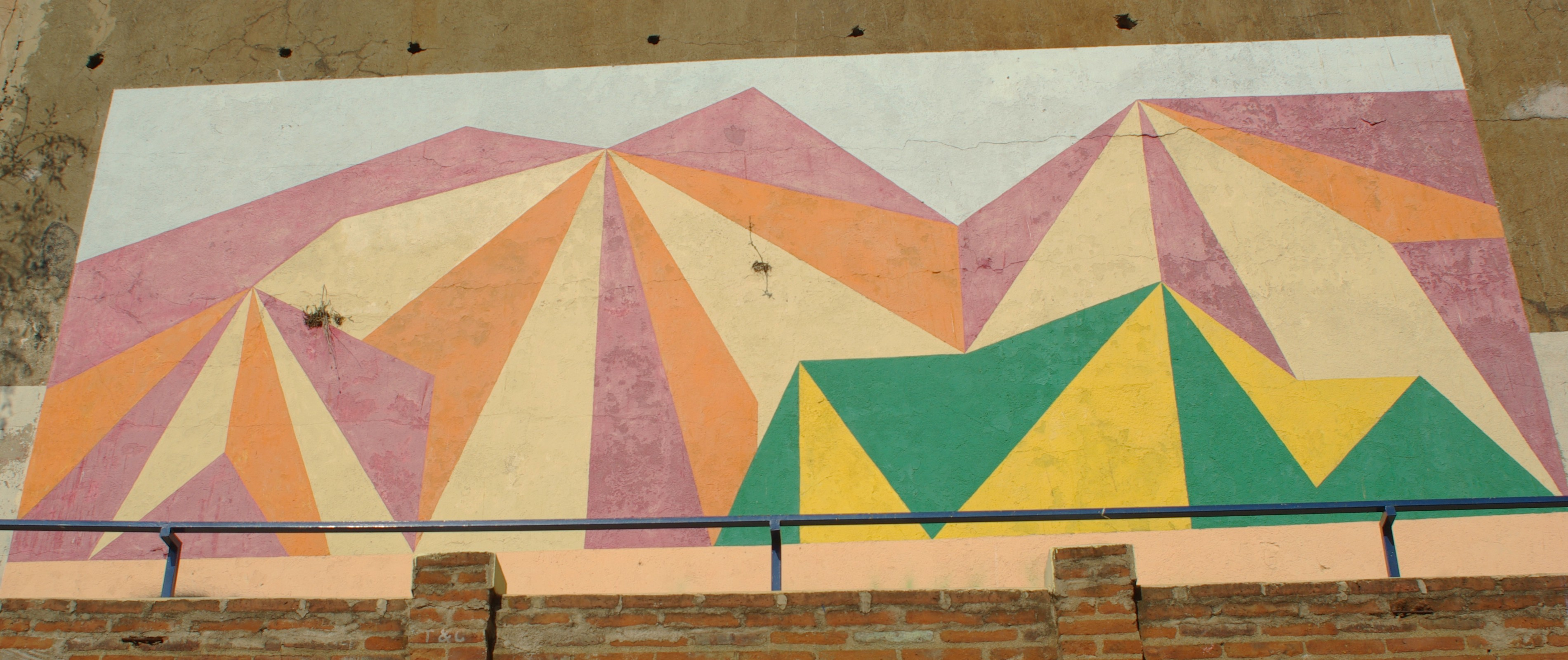
Mural nº12 del Museo a Cielo Abierto de Valparaíso, titulado Clase de geometría en colores, pintado por Ramón Vergara Grez

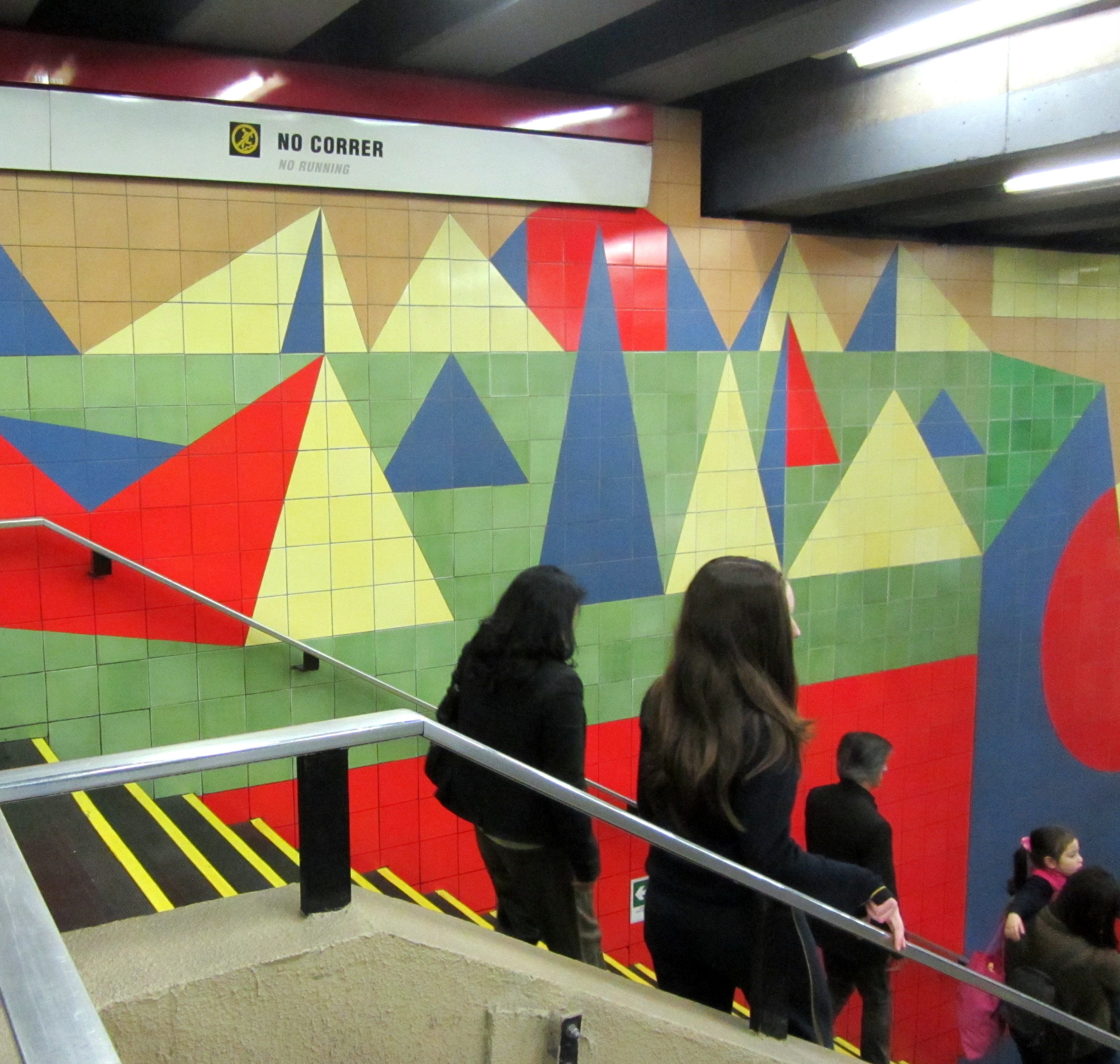
Fragmento del gran mural titulado Geometría andina (1993, mosaicos de cerámica policromada, 170 m²), obra del pintor Ramón Vergara Grez en la estación Los Leones, Santiago de Chile

## Premios
- 1943 Premio de Tercera Categoría en Pintura en Salón Oficial de Santiago, Chile.
- 1948 Beca del Gobierno de Brasil.
- 1951 1.ª Medalla, Salón Oficial, Santiago, Chile.
- 1954-1955 Beca del Gobierno de Italia.
- 1957 Premio de Adquisición, Museo de Arte Contemporáneo, Universidad de Chile, Santiago, Chile.
- 1965 Seleccionado entre los 17 mejores pintores latinoamericanos en la VII Bienal de Sao Paulo, Brasil.
- 1971 Premio Especial de la Bienal de Arte Moderno Latinoamericano de Montevideo, Uruguay.

## Exposiciones
Vergara Grez expuso en numerosas oportunidades y en forma constante, de manera individual y colectiva, tanto en Chile como en el extranjero, a continuación se presentan exposiciones individuales y colectivas:
Exposiciones individuales
- 1948 Galería Calvino Filho, Río de Janeiro, Brasil.
- 1950 Sala Edit. del Pacífico, Santiago, Chile.
- 1953 Sala del Pacífico, Santiago, Chile.
- 1954 Galería Schneider, Roma, Italia.
- 1957 Sala de Exposiciones de la Universidad de Chile, Santiago, Chile.
- 1959 Vergara Grez (1943-1953), Sala de Exposiciones Servicio de Cultura y Publicaciones del Ministerio de Educación Pública, Santiago, Chile.
- 1961 Vergara Grez, Instituto de Extensión de Artes Plásticas, Sala de Exposiciones de la Universidad de Chile, Santiago, Chile.
- 1961 Instituto Chileno-Norteamericano de Cultura, Santiago, Chile.
- 1961 Galería Montevideo de Artes Plásticas, Montevideo, Uruguay.
- 1962 Vergara Grez, Museo de Arte Moderno de Buenos Aires, Argentina.
- 1962 Vergara Grez, Salón de Honor, Municipalidad de Antofagasta, Chile.
- 1963 Vergara Grez: pinturas, Galería Bolt, Santiago, Chile.
- 1964 Galería de la Unión Panamericana, Washington, Estados Unidos.
- 1966 Exposicao Vergara Grez, Fundación Armando Álvarez Penteado, Sao Paulo, Brasil.
- 1966 Vergara Grez: serie lunas, Patio Arte Latinoamericano, Santiago, Chile.
- 1967 Vergara Grez, Sala de Exposición de la Universidad de Chile, Santiago, Chile.
- 1967 Vergara Grez, Extensión Inter Universitaria, Facultad de Arquitectura Universidad de Chile, Facultad de Arquitectura Universidad Católica, Santiago, Chile.
- 1968 Museo de Arte Moderno de Río de Janeiro, Brasil.
- 1969 Vergara Grez. Rescate: 11 Imágenes, Museo Nacional de Bellas Artes, Santiago, Chile.
- 1976 7 Pinturas de Vergara Grez, Galería de Arte Enrico Bucci, Santiago, Chile.
- 1977 Museo Nacional de Bellas Artes (Chile), Santiago, Chile.
- 1977 Galería Van Riel, Buenos Aires, Argentina.
- 1978 Geometría Andina: 25 micropinturas, Galería de Arte Enrico Bucci, Santiago, Chile.
- 1979 Instituto de Las Condes, Santiago, Chile.
- 1980 Galería de Artes Plásticas de La Universidad de Chile, Santiago, Chile.
- 1981 Galería de Artes Plásticas de La Universidad de Chile, Santiago, Chile.
- 1984 Serie Las Devoluciones, Museo de Arte Contemporáneo, Montevideo, Uruguay.
- 1986 Sala Escuela Moderna de Música, Santiago, Chile.
- 1987 HAsia - América (Geometría Andina), Galería Carmen Waugh - casa larga, Santiago, Chile.
- 1987 Galería de Retratados: Pinturas de Vergara Grez, Instituto Cultural de Las Condes, Santiago, Chile.
- 1991 De Contra-Puestos: Pinturas de Ramón Vergara Grez, Instituto Cultural de Las Condes, Santiago, Chile.
- 1991 Ramón Vergara Grez, Galería del'Arte, Santiago, Chile.
- 1997 Geometría Andina, Museo Nacional de Bellas Artes (Chile), Santiago, Chile.
- 2007 Entre Misiles y Tiburones, Museo de Arte Contemporáneo de la Universidad de Chile, Santiago, Chile.

Exposiciones colectivas
- 1942 Salón Oficial de la Facultad de Bellas Artes de la Universidad de Chile, Museo Nacional de Bellas Artes, Santiago, Chile. Y también los salones de 1943, 1944 y 1951.
- 1945 Pintura Chilena, Río de Janeiro, Brasil.
- 1946 Pintura Chilena, Bogotá, Colombia.
- 1946 Pintura Chilena, Lima, Perú.
- 1947 Exposición Fundacional del Museo de Arte Contemporáneo, Universidad de Chile, Santiago, Chile.
- 1951 I Bienal del Museo de Arte Moderno de Sao Paulo, Brasil.
- 1951 I Bienal Hispanoamericana, Madrid, España.
- 1953 Exposición de Pintura y Escultura Chilenas Contemporáneas, Secretaría de Cultura de la Municipalidad de la ciudad de Buenos Aires, Teatro Colón, Buenos Aires, Argentina.
- 1953 II Bienal de Sao Paulo, Brasil.
- 1954 Mostra di Arte dei Borsisti Stranieri, Palazzo delle Mostre, Roma, Italia.
- 1954 Pintura Chilena, Río de Janeiro, Brasil.
- 1955 Arte Chileno en Nueva York, Museo de Arte Moderno, Estados Unidos.
- 1956 Pintura Chilena en Washington D. C., Estados Unidos.
- 1958 I Bienal de Arte, Ciudad de México, México.
- 1959 Asociación Chilena de Pintores y Escultores, Museo Nacional de Bellas Artes, Santiago, Chile.
- 1960 Grupo de Arte Moderno Rectángulo, Centro de Artes y Letras, Montevideo, Uruguay.
- 1960 I Exposición Internacional de Arte Moderno, Buenos Aires, Argentina.
- 1960 II Bienal de Arte, Ciudad de México, México.
- 1962 Nuevo Espacio, Pintura, Sala de Exposiciones del Ministerio de Educación Pública, Santiago, Chile.
- 1962 Pintura Americana Contemporánea, Museo de Arte Contemporáneo, Universidad de Chile, Santiago, Chile.
- 1962 I Muestra Internacional Forma y Espacio, Santiago, Chile. (Participó como asesor técnico).
- 1964 Lateinamerikanische Funstanstelung, Kongresalle, Berlín, Alemania.
- 1965 VIII Bienal de Arte, Sao Paulo, Brasil.
- 1965 Seventeen Painters of Latin American, The Interamerican Foundation for the Arts. (Exposición Itinerante por Estados Unidos).
- 1967 I Bienal de Arte de Quito, Ecuador.
- 1967 Contemporany Art of Chile, Panamerican Union, Washington D. C., Estados Unidos.
- 1968 II Bienal de Arte de Lima, Perú.
- 1970 Pabellón de Chile, Feria Internacional de Laussane, Suiza.
- 1970 I Bienal de Arte de Montevideo, Uruguay.
- 1971 Movimiento Forma y Espacio, Sala Especial, XI Bienal de Arte Sao Paulo, Brasil.
- 1972/3 Homenaje a Piet Mondrian (1872-1972), Movimiento Forma y Espacio, Museo Nacional de Bellas Artes, Santiago, Chile.
- 1973/4 Patronat Premi Internacional Dibuix Joan Miró, Barcelona, España.
- 1975-Arte Sede Sur. Universidad de Chile, Santiago, Chile.
- 1976 21 Años del Movimiento Forma y Espacio, Museo Nacional de Bellas Artes, Santiago, Chile.
- 1976 Artistas Docentes de la Universidad Técnica del Estado, Instituto Chileno- Norteamericano de Cultura, Santiago, Chile.
- 1980 I Bienal Internacional del Deporte en Las Artes Plásticas, Montevideo, Uruguay.
- 1981 Pintura actual Iberoamericana, Sala de Exposiciones, Caja de Ahorros de Alicante y Murcia, España.
- 1981 Artist Professors of Art Department, University of Santiago, American University, Washington y Columbia University New York, Estados Unidos.
- 1981 Pintura Chilena Contemporánea, Círculo de Bellas Artes de Madrid, España.
- 1981 Pintores Chilenos Contemporáneos, Galería de Arte, Casa Tristán del Pozo, Arequipa, Perú.
- 1981 Pintores Chilenos Contemporáneos, Sala de Arte Petroperú, Lima, Perú.
- 1981 Arte Geométrico Latinoamericano, Uruguay y Chile, Universidad de Concepción, Chile.
- 1982 VIII Bienal Internacional del Deporte en Las Bellas Artes, Madrid, España.
- 1982 Arte Geométrico Latinoamericano, 25 Años del Movimiento Forma y Espacio, Museo de Arte Contemporáneo, Universidad de Chile, Santiago, Chile.
- 1982 Bienal de Arte de Alejandría, El Cairo, Egipto.
- 1983 Cincuenta Años de Plástica en Chile desde Matta hasta el Presente, Instituto Cultural de Las Condes, Santiago, Chile.
- 1983 Bienal de Arte de Valparaíso, Chile.
- 1984/5 Salon des Nations a Paris, Artistes Contemporains francais et etrangers, Centre International dart Contemporain, seletions, París, Francia.
- 1985 Pintura Moderna Chilena, Nanchang, Fuzhou, Shangay, Canton, Singapur, República Popular China.
- 1985 Encuentro Latinoamericano 1, Galería Praxis, Buenos Aires, Argentina.
- 1985 Peintres Contemporains Chiliens, Occrochage au Chateau de Coppet, Ginebra, Suiza.
- 1985 Abstracción en el siglo XX, Casa Fortabat, organizada por el Museo de Arte Moderno de Buenos Aires, Argentina.
- 1986 Galería Hautefeuile, París, Francia.
- 1986 IX Bienal Internacional del Deporte en Las Bellas Artes, Barcelona, España.
- 1986 Arte Chileno Contemporáneo, Itinerancia (Ministerio de Educación), Chile.
- 1989 34 Años del Movimiento Forma y Espacio, Instituto Cultural de Las Condes, Santiago, Chile.
- 1991 XXI Bienal de Arte de Sao Paulo, Brasil.
- 1992 I Salón Latinoamericano de Pintura Religiosa Fraternitas '92, Rosario y Buenos Aires, Argentina.
- 1992 Forma y Espacio: 2 Tiempos, Museo Nacional de Bellas Artes, Santiago, Chile.
- 1992 Exposición Pintura Chilena Generación del Cuarenta. Museo de Arte Contemporáneo, Universidad de Chile, Santiago, Chile.
- 1995 Forma y Espacio: 40 Años 1955 -1995, Galería de Arte Casa Elle, Santiago, Chile.
- 1995 Retratos en la Pintura Chilena, Instituto Cultural de Providencia, Santiago.
- 1996 Forma y Espacio: 41 Aniversario, Estación Cal y Canto / Franklin, Santiago, Chile.
- 1997 Bienal de Arte Mercosur, Porto Alegre, Brasil.
- 1998 Artistas invitados por el Concurso Nacional de Arte Joven 1998, Sala El Farol, Valparaíso, Chile.
- 2001 Exposición 46 Años Movimiento Forma y Espacio, Universidad de Antofagasta, Antofagasta, Chile.
- 2001 Salón de Primavera en Providencia, Sernatur, Santiago, Chile.
- 2001 Abstracción Colección MAC, Museo de Arte Contemporáneo de la Universidad de Chile, Santiago, Chile.
- 2001 El Paisaje en la Colección MAC, Museo de Arte Contemporáneo de la Universidad de Chile, Santiago, Chile.
- 2003 La Mirada Austera, Corporación Cultural de las Condes, Santiago, Chile.
- 2005 Pintores Chilenos Contemporáneos de la 2.ª Mitad del siglo XX, Museo de América, Madrid. España.
- 2006 Orígenes, Centro de Extensión de la Universidad Católica, Santiago, Chile.
- 2007 Grandes Creadores Contemporáneos: 26 Artistas, Galería Modigliani, Valparaíso, Chile.
- 2008 Lecciones de Ego, Instituto Cultural de Las Condes, Santiago, Chile.
- 2010 Exposición Centenario Museo Nacional de Bellas Artes, Santiago, Chile.
- 2010 El Paisaje Geométrico: 89 años de Arte Constructivo en Chile, Corporación Cultural de Las Condes, Santiago, Chile.
- 2011 Mavi la Colección, Museo de Artes Visuales, Mavi, Santiago, Chile.

## Homenajes
- 2012 La ruta geométrica, Casa Museo Santa Rosa de Apoquindo; Corporación Cultural de Las Condes; Espacio ArteAbierto, Santiago, Chile.

Exposición se exhibió en forma paralela en los tres lugares que coincidió con los 50 años de la primera exposición de Forma y Espacio, grupo que él fundó a inicios de los 60.
- 2015 Retrospectiva: Algo más que geometría

Exposición a cargo de la hija de Ramón Vergara, Edith Vergara y de Arturo Cariceo (académico de la Facultad de Artes de la Universidad de Chile). Ambos se basaron en citas del mismo artista para definir sus diferentes etapas y caracterizar su creación. Es así como la muestra se dividió en tres partes o períodos, ordenados de forma cronológica.
- Realismo metafísico (1954-1956)
- Las Lunas (1960)
- Geometría Andina